# Joseph-François Rivière
Joseph-François Rivière est un homme politique français né le 8 février 1744 à Pradelles (Haute-Loire) et décédé le 31 juillet 1824 à Mende (Lozère).
Lieutenant général de la sénéchaussée de Mende, il est député du tiers état aux états généraux de 1789 pour le bailliage de Mende. Il prête le serment du jeu de paume et faire partie de la commission administrative chargée du découpage des nouveaux départements. Il devient procureur syndic de la Lozère en 1791. Destitué, il émigre et rejoint l'armée des princes. Il ne revient en France qu'en 1801. Il est alors juge au tribunal de première instance de Mende, président du tribunal de Marvejols et sous la Restauration, procureur du roi près la cour prévôtale du département.

## Sources
- « Joseph-François Rivière », dans Adolphe Robert et Gaston Cougny, Dictionnaire des parlementaires français, Edgar Bourloton, 1889-1891 [détail de l’édition]